# Август (Саксония-Гота-Алтенбург)
Вижте пояснителната страница за други личности с името Август.
Емил Леополд Авуст фон Саксония-Гота-Алтенбург (на немски: Emil Leopold August Herzog von Sachsen-Gotha-Altenburg; * 23 ноември 1772, Гота; † 27 май 1822, Гота) от династията на Ернестинските Ветини, е херцог на Саксония-Гота-Алтенбург (1804 – 1822). Той е дядо на принц Албрет фон Саксония-Кобург и Гота, съпругът на кралица Виктория от Великобритания.

## Живот
Той е вторият син на херцог Ернст II Лудвиг фон Саксония-Гота-Алтенбург (1745 – 1804) и съпругата му принцеса Шарлота фон Саксония-Майнинген (1751 – 1827), дъщеря на херцог Антон Улрих фон Саксония-Майнинген и принцеса Шарлота Амалия фон Хесен-Филипстал.
След ранната смърт на по-големия му брат Ернст (1770 – 1779) Август става наследствен принц.
Август се жени на 21 октомври 1797 г. в Лудвигслуст, Мекленбург, за принцеса Луиза Шарлота фон Мекленбург-Шверин (* 19 ноември 1779; † 4 януари 1801), дъщеря на велик херцог Фридрих Франц I фон Мекленбург (1756 – 1837) и принцеса Луиза фон Саксония-Гота-Алтенбург (1756 – 1808). От брака им се ражда една дъщеря.
След смъртта на Луиза Шарлота Август се жени втори път на 24 април 1802 г. в Касел за Каролина Амалия фон Хесен-Касел (* 11 юли 1771; † 22 февруари 1848), дъщеря на ландграф и курфюрст Вилхелм I фон Хесен-Касел (1743 – 1821) и принцеса Вилхелмина Каролина от Дания и Норвегия (1747 – 1820). Бракът е бездетен. От 1810 г. той се вижда рядко с нея и от 1813 г. живеят в различни дворци.
През 1804 г. той става херцог и е привърженик на Наполеон, с когото си кореспондира. Наполеон често го посещава в Гота.
Авуст умира на 27 май 1822 г. на 49 години в Гота и е погребан на остров в дворцовия парк, където през 1848 г. също е погребана втората му съпруга Каролина Амалия.
- Херцог Авуст фон Саксония-Гота-Алтенбург
- Август и Луиза Шарлота фон Мекленбург (ок 1797 – 1800)
- Принцеса Каролина Амалия фон Хесен-Касел (1804)

## Деца
Август и Луиза Шарлота имат една дъщеря:
- Луиза (1800 – 1831), омъжена I. на 31 юли 1817 г. в Гота (развод 31 март 1826) за херцог Ернст I фон Саксония-Кобург и Гота (1784 – 1844), II. на 18 октомври 1826 г. за барон Александер фон Ханщайн, граф фон Пьолциг и Байерсдорф (1804 -1884)